# Des filles pour un vampire
Pour plus de détails, voir Fiche technique et Distribution.
Des filles pour un vampire (L'ultima preda del vampiro) est un film d'horreur italien écrit et réalisé par Piero Regnoli, sorti en 1960.

## Synopsis
Sur la route vers leur prochain spectacle, cinq danseuses de music-hall, leur manager et leur pianiste sont contraints par la tempête d’abandonner leur car et de demander asile dans l'unique lieu habité dans les environs : le château isolé du comte Gabor Kernassy. Mais ils sont aussitôt mal accueillis et rejetés par sa gouvernante, son jardinier et le comte en personne. Jusqu'à ce que ce dernier aperçoive, parmi les filles, Vera, la vedette du groupe qui ressemble étrangement à l'une de ses ancêtres ayant vécu dans la seconde partie du XVIIIe siècle. Subjugué par sa présence, il accepte finalement de les réfugier chez lui pour la nuit.
Dans sa résidence, Vera a un sentiment de déjà-vu en parcourant les pièces du château. Le châtelain se montre tout de même virulent avec le groupe : chacune des danseuses restera enfermée dans sa chambre dès la tombée de la nuit jusqu'à l'aube. Mais l'une d'entre elles, Katia, a le malheur de s'aventurer dans les couloirs obscures du manoir... Le lendemain matin, elle est découverte morte, vidée de son sang. D'après Kernassy, elle aurait fait une chute accidentelle depuis la fenêtre de sa chambre. Pour ses amis, son manager et le pianiste, il s'avère impossible de prévenir les autorités car le téléphone ne fonctionne plus et le pont reliant l'unique route s'est écroulé. Ils sont coincés chez le châtelain qui se montre de plus en plus bizarre avec Vera, mal à l'aise quand il lui avoue qu'elle le sosie de l'une de ses aïeules, Margherita.
À la tombée de la nuit, Vera constate avec effroi que le cercueil où fut ensevelie Katia est vide et elle aperçoit le comte dont l'apparence a tout de celle d'un vampire...

## Fiche technique
- Titre original : L'ultima preda del vampiro
- Titre français : Des filles pour un vampire
- Réalisation et scénario : Piero Regnoli
- Montage : Mariano Arditi
- Musique : Aldo Piga
- Photographie : Aldo Greci
- Production : Tiziano Longo
- Société de production et distribution : Film Selezione
- Pays d'origine :  Italie
- Langue originale : italien
- Format : Noir et blanc
- Genre : horreur
- Durée : 83 minutes
- Dates de sortie : 
  -  Italie : 28 novembre 1960

## Distribution
- Lyla Rocco  (VF : Martine Sarcey) : Vera
- Walter Brandi  (VF : Marc Cassot) : comte Gabor Kernassy
- Maria Giovannini  (VF : Joelle Janin) : Katia
- Alfredo Rizzo  (VF : Michel Roux) : Lucas, le manager
- Marisa Quattrini  (VF : Jany Clair) : Ilona
- Leonardo Botta  (VF : Jacques Thébault) : Fernand
- Antoine Nicos le concierge
- Corinne Fontaine : Magda
- Tilde Damiani : Miss Balasz
- Erika Dicenta : Erika di Centa
- Enrico Salvatore : un paysan